# Violencia contra las mujeres en Venezuela

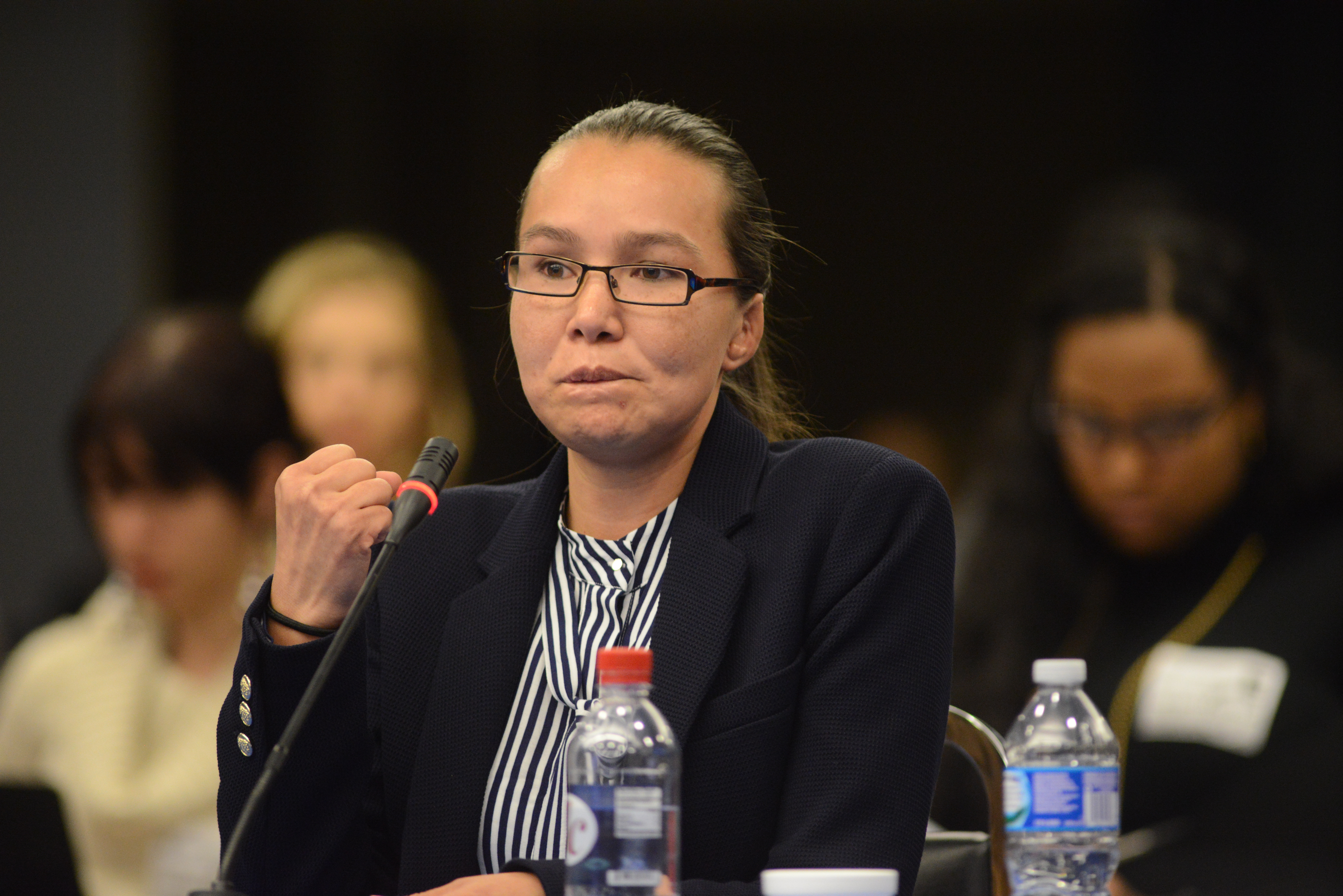
Linda Loaiza en la Comisión Interamericana de Derechos Humanosen 2016.

El femicidio en Venezuela se tipificó como delito por primera vez en la reforma de la Ley Orgánica sobre el Derecho de las Mujeres a una Vida Libre de Violencia el 25 de noviembre del año 2014 en Gaceta Oficial número 40.548 y se define en la referida ley como: “la forma extrema de violencia de género, causada por odio o desprecio a su condición de mujer, que degenera en su muerte, producidas tanto en el ámbito público como privado”
La violencia contra la mujer en Venezuela padece de una impunidad importante en Venezuela. Debido a la corrupción y la crisis en Venezuela, los infractores no están siendo juzgados. En 2014, solo el 0,7% de las denuncias oficiales de violencia hacia las mujeres terminaron en juicio. Existe una base de datos de Naciones Unidas sobre Violencia contra la mujer en Venezuela.

## Historia
Algunos de los pueblos indígenas poseían un carácter patriarcal por lo que las mujeres estaban subordinadas y en ocasiones podían ser víctimas de maltrato.En algunos de estos pueblos la infidelidad de la mujer se castigaban con golpes e incluso la muerte.En la época colonial las Leyes de Indias ya permitían que los hombres golpearan o asesinaran mujeres por cometer adulterio como una forma de vengar su «honor mancillado».
Durante la guerra de independencia la violación fue practicada por ambos bandos y las víctimas generalmente eran mujeres.Además, las mujeres que mantenían algún tipo de colaboración o relación familiar con algún líder patriota se convertían en blanco de represalias. Esposas de reconocidos líderes independentistas sufrieron prisión, tortura y muerte; entre algunas de las que sufrieron las represalias se encontraban Josefa Joaquina Sánchez, Luisa Cáceres, Eulalia Ramos, María Manuela Otamendi, María de los Dolores Maytin y Josefa Ignacia Gracián.Mientras que las mujeres que colaboran con las fuerzas patriotas eran hechas prisioneras, sometidas a azotes y algunas ejecutadas como en los casos de Luisa Arrambide, Leonor de La Guerra y Ana María Campos.
La participación de mujeres en la lucha contra la dictadura de Juan Vicente Gómez provocó que algunas fueran detenidas como las activistas Cristobalina y Rosa Segovia, Concha Velázquez y Antonia González conocida como la «Tabaquera», esta última prefirió suicidarse a seguir siendo sometida a las constantes violaciones de las que fue víctima.Mientras que durante la dictadura de Marcos Pérez Jiménez algunas activistas sufrieron persecuciones. En 1954 fue arrestada Yolanda Villaparedes perteneciente a la organización Unión de Muchachas Venezolanas. Villaparedes fue torturada por la Seguridad Nacional y estuvo detenida por más de un año, siendo posteriormente exiliada en México.
Desde la época republicana el uxoricidio estuvo tipificado en el país.En 1947 una mujer llamada Mercedes Chacín de Daza fue asesinada al recibir diez impactos de bala realizados por su esposo. Una de las razones que dio el asesinó para justificar el crimen fue que su mujer le había confesado una infidelidad, lo que habría ofendido su «dignidad». El hombre fue absuelto y entre las razones que dio el juez se encontraba un posible «trastorno mental transitorio, no grave ni patológico, engendrado por la singular revelación de infidelidad que sobre el propio lecho conyugal le hacía víctima».
Este tipo de crímenes se justificaban en el Código Penal, que establecía que «no incurrirá en las penas comunes de homicidio ni las lesiones el marido que, sorprendiendo en adulterio a su mujer y a su cómplice, mate, hiera o maltrate a uno de ellos o a ambos», aunque en algunos casos se condenaba al asesino, pero se establecía que la pena no fuera mayor de tres años.En 1971 la abogada Sonia Sgambatti solicitó eliminar dicho artículo debido a que la ley otorgaba el «derecho a matar» y era desigual, ya que no aplicaba a la mujer que encontraba a su marido cometiendo adulterio. La Corte Suprema de Justicia tardó 10 años en eliminarlo.
Desde mediados del siglo XX varias activistas, organizaciones no gubernamentales y gobiernos pusieron en práctica diversas campañas y políticas para combatir la violencia contra la mujer. Durante el gobierno de Jaime Lusinchi se puso en práctica el Proyecto de Defensa a la Familia contra los Maltratos.Desde la década de 1970 la Asociación Venezolana para una Educación Sexual Alternativa (Avesa) fundada por la activista Elisa Jiménez se dedicó a prestar apoyo a las mujeres víctimas de violencia. Además, desarrolló campañas que buscaban influir en la opinión pública, una de ellas bajo la consigna de «El machismo mata y el silencio también».
Durante el segundo gobierno de Carlos Andrés Pérez también se siguieron con iniciativas para disminuir la violencia contra la mujer. En este gobierno se creó el Área de Atención a los Derechos de la Mujer en la Fiscalía General de la República.Sin embargo, en un informe del Departamento de Estado de los Estados Unidos de 1992 sobre los derechos humanos en Venezuela se mencionó la existencia de violencia y discriminación gubernamental en contra de las mujeres.

En septiembre de 1998 se aprobó en la Ley Sobre la Violencia contra la Mujer y la Familia ley que quedó derogada con la aprobación de la Ley Orgánica sobre el derecho de las mujeres a una vida libre de violencia publicada en la Gaceta Oficial N.º 38.668 Extraordinario, del 23 de abril de 2007 y reformada mediante Gaceta Oficial N.º 40.548, de fecha 25 de noviembre de 2014, para incluir el delito de femicidio y de inducción o ayuda al suicidio.

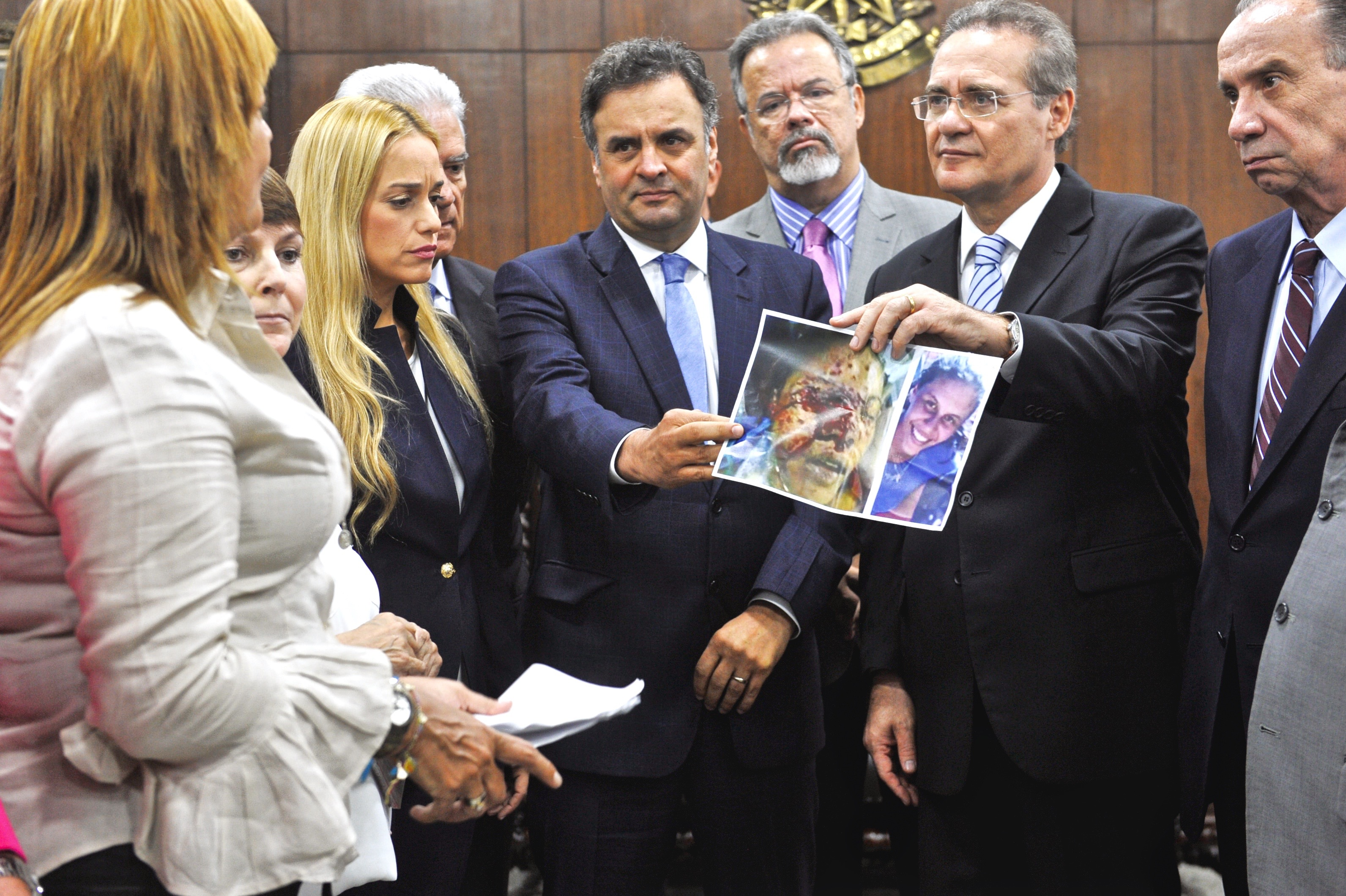
Lilian Tintori y senadores brasileños muestran una foto de Geraldin Moreno, quien murió luego de recibir un disparo en la cara por parte de un miembro de la Guardia Nacional Bolivariana con perdigones.

Linda Loaiza, una mujer violada y torturada en 2001, fue ignorada por 59 jueces diferentes y sus audiencias judiciales se retrasaron 38 veces en un lapso de diecisiete años. El gobierno también hizo caso omiso de la Convención Americana sobre Derechos Humanos en 2012, permitiéndole ignorar la jurisdicción de este y otros órganos relacionados. En el 2015, el Ministerio Público confirmó 121 femicidios consumados.
Entre el primero de enero y el 17 de agosto del año 2017 un total de 254 mujeres fueron asesinadas en Venezuela de acuerdo a informaciones suministradas por el Instituto Metropolitano para la Mujer (Inmemujer), Los datos arrojan que 25% de mujeres asesinadas por motivos machistas son jóvenes entre 16 y 25 años de edad, le siguen las jóvenes entre 26 y 35 años de edad con el 23% y con 21% las mujeres con edades comprendidas entre los 36 y 45 años.
Datos de la Organización de Naciones Unidas indican que mientras la media mundial de casos es de 3 por cada 10 mujeres, en Venezuela la proporción está 10% por encima, formando parte de la lista de las 15 naciones con más feminicidios del mundo. Así mismo, informes de las ONG Centro de Justicia y Paz, del Observatorio Venezolano de los Derechos Humanos de las Mujeres, Fundamujer y Asociación Larense de Planificación Familiar situaron a Venezuela entre los 15 países con más feminicidios en el mundo.
En abril de 2021, luego de que el vocalista venezolano e integrante de la banda Los Colores Alejandro Sojo fuera denunciado por abuso sexual, se hicieron públicas varias denuncias de abuso, incluso contra menores, contra músicos y artistas en Venezuela. El hashtag #YoSíTeCreo (#IBelieveYou) comenzó a ser tendencia en las redes sociales.El 28 de abril, el Ministerio Público de Venezuela abrió una investigación contra Alejandro Sojo ; el baterista de la banda Tomates Fritos, Tony Maestracci; y el escritor Willy Mckey después de que se hicieran acusaciones en su contra.

## Obstáculos

### Crisis en Venezuela
Luz Patricia Mejía ha dicho que la crisis actual en Venezuela ha contribuido a que aumente no solo la violencia física directa hacia las mujeres en la nación, sino también la violencia indirecta. Esta violencia indirecta se presenta de múltiples formas por múltiples razones. La atención médica en Venezuela es, como describe Mejía, un "lujo", y las mujeres son cada vez más incapaces de cuidar a los niños sin este apoyo, por lo que "más y más mujeres venezolanas incluso optan por esterilizarse". Mejía también dice que la mala economía y la crisis migratoria significa que las mujeres se ven obligadas a vender sexo y, por lo tanto, "son vulnerables al tráfico sexual". “La crisis ha hecho que las mujeres venezolanas sean mucho más vulnerables que los hombres, más vulnerables a la pobreza, al abandono del Estado.[cita requerida]
El 4 de febrero de 2021, el comerciante argentino Irineo Garzón fue detenido en Buenos Aires y procesado por abuso sexual agravado con acceso carnal contra una joven venezolana de 18 años que había asistido al local de venta de uniformes médicos "Garzón Uniformes" para la entrevista de una oferta laboral. El hecho produjo manifestaciones tanto en Buenos Aires como en la embajada de Argentina en Venezuela, al igual que pronunciamientos por parte de políticos. Garzón fue sentenciado a once años de cárcel en 2023 por los hechos.
El 14 de mayo de 2025, la venezolana Andreína Torres de 31 años fue abusada sexualmente y posteriormente atropellada en el distrito de San Bartolo de Lima, Perú, por un técnico de una empresa contratista de Claro. El caso generó una serie de protestas y manifestaciones en Perú pidiendo medidas más efectivas para responder a este tipo de crímenes.

### Objetivación
Debido al auge de la industria de los concursos de belleza , las mujeres venezolanas se han vuelto muy apreciadas como objetos de belleza y sexualidad. Esther Pineda, experta en estudios de la mujer venezolana, afirmó que la popularidad de Miss Venezuela y otros concursos en Venezuela revela cómo el país es "profundamente sexista". A pesar de las controversias que enfrenta Miss Venezuela, el movimiento Me Too no ha tenido ningún significado en Venezuela. Según Pineda, en Venezuela “la belleza física es vista como un valor. ... Y se le da más importancia que a cualquier otro atributo".
Las concursantes de Miss Venezuela pueden ser objeto de prostitución y explotación sexual. Los jóvenes concursantes pasan a personas poderosas de la sociedad venezolana a cambio de favores sexuales. En un país lleno de pobreza, las mujeres vulnerables recurren a personas ricas en busca de fondos. Con una participación que a menudo cuesta decenas de miles de dólares estadounidenses, estos participantes realizan favores sexuales para su vestuario, cirugía estética, sesiones de fotos y patrocinios para "crear la ilusión de la belleza 'perfecta'" que se tiene en estima en la cultura venezolana. Algunas concursantes supuestamente involucradas en tales actos incluyen a la participante de Miss Venezuela 1989 Patricia Velásquez y la finalista de Miss Venezuela 2006. Claudia Suárez. A medida que empeoraba la crisis en Venezuela bolivariana, las mujeres venezolanas han confiado en el concurso para encontrar una salida del país asolado por la pobreza.

## Estadísticas
El gobierno venezolano no proporciona estadísticas confiables sobre la violencia contra las mujeres en el país. Sin embargo, el Comité para la Eliminación de la Discriminación contra la Mujer declaró en 2014 que la violencia dirigida hacia las mujeres estaba "generalizada y en aumento" en Venezuela.
A lo largo de 2017, todavía había "vacilaciones del gobierno para publicar datos de salud sobre las tasas de mortalidad materna e infantil, que [...] son cada vez más graves", y también se señaló que Venezuela "tiene un historial de transparencia cada vez más pésimo en lo que respecta a información pública sobre los índices de violencia y abuso". La experta venezolana en Derechos Humanos y de la Mujer, Luz Patricia Mejía, afirmó que todo esto “hace difícil, si no imposible, generar cifras nacionales precisas”.
Una revisión periódica de la ONU en 2011 señaló que "los tribunales especializados en [...] prevenir la violencia contra las mujeres" en el país "habían resuelto 134.492 cuestiones desde 2008". Sin embargo, explicó que el 85% de estos problemas se resolvieron mediante "mecanismos de conciliación que incluían procedimientos orales y mediación obligatoria", o terapia.
Las redes de tráfico sexual entre Venezuela y Trinidad y Tobago aumentaron en la década de 2010, con mujeres venezolanas vendidas por cientos de dólares a compradores con sede en Trinidad y Tobago, supuestamente con el apoyo de las autoridades venezolanas. Las mujeres venezolanas deportadas de Trinidad y Tobago ocasionalmente afirman que no estuvieron allí por voluntad propia y que fueron víctimas de tráfico sexual.

## Leyes
En 2007, el país promulgó la Ley Orgánica Sobre el Derecho de las Mujeres a una Vida Libre de Violencia. La Organización de los Estados Americanos alberga una agencia interna, MESECVI, "para la promoción y protección de los derechos de la mujer y la igualdad de género". Su actual directora técnica, la venezolana Luz Patricia Mejía, ha dicho que “todavía no hay una cultura de justicia para las mujeres”. Mejía se desempeñó como relatora de Derechos de la Mujer y como Comisionada y Presidenta de la Comisión Interamericana de Derechos Humanos.
Un informe iniciado en España determinó que, si bien “a comparación con otros países de la región, Venezuela cuenta con una de las legislaciones más avanzadas, siendo uno de los pocos que ha ampliado el enfoque de la legislación sobre violencia basada en género a las áreas de migración , trata y situaciones de conflicto y crisis”, no deja de ser un hecho que “solo el 5 por ciento de las demandas interpuestas por mujeres en Venezuela terminan en sentencias favorables a sus derechos”. 
Un informe de las Naciones Unidas en 2014 señaló "con preocupación" que si bien se había producido "el establecimiento de la Comisión Nacional de Justicia de Género", "muchas mujeres no tienen un acceso efectivo a la justicia, en ausencia de estrategias efectivas destinadas a facilitar dicho acceso". . De manera similar a la creencia de Mejía anterior, la ONU estaba "profundamente preocupada" por "la persistencia de actitudes patriarcales y estereotipos profundamente arraigados" en la sociedad y la cultura venezolanas. Esto culminó con la mayor preocupación del informe: que a pesar de las leyes implementadas para proteger a las mujeres, "la violencia contra las mujeres y las niñas es generalizada y va en aumento".

### Recomendaciones internacionales
La revisión de la ONU de 2011 señala que Bangladés "preguntó sobre iniciativas para luchar contra la violencia de género" en Venezuela, y Tailandia recomendó que Venezuela "implemente las [...] ' Reglas de Bangkok '", Vietnam que "[adjunte] más importancia a la protección de los grupos sociales vulnerables, incluidas las mujeres". Canadá, Myanmar, Camboya, Angola y Sri Lanka recomendaron que Venezuela continúe buscando expandir los derechos y protecciones de las mujeres. Indonesia Instó específicamente al país a "intensificar los esfuerzos para promover y proteger los derechos de las mujeres, particularmente en lo que respecta a la violencia de género", y Eslovenia dijo que deberían "tomar todas las medidas necesarias para eliminar la violencia contra las mujeres, también asegurando que los perpetradores de tal violencia sean enjuiciados y castigados, así como aboliendo las actitudes estereotipadas y los patrones patriarcales de comportamiento que socavan los derechos humanos de las mujeres".